# Norton (Worcestershire)
Norton es una localidad situada en el condado de Worcestershire, en Inglaterra (Reino Unido), con una población estimada a mediados de 2016 de 1655 habitantes.
Se encuentra ubicada al sur de la región Midlands del Oeste, cerca de la frontera con la región Sudoeste de Inglaterra, de la orilla del río Severn —el más largo de Gran Bretaña— y al sur de la ciudad de Birmingham.